# Гранік
Гранік, Бігачай (дав.-гр. Γρανικὸς ποταμός; тур. Biga Çayı) — невелика річка на північному заході Туреччини, в провінції Чанаккале (тур. Çanakkale). Довжина — 80 км. Бере початок на висоті 600 м на схилах гори Іда, тече на північ, північний схід і впадає в Мармурове море поблизу Карабіги (за 50 км на схід від Дарданелл). У середній течії річку перетинає шосе D555.

## Назва
Сучасна турецька назва річки — Бігачай (тур. Biga Çayı) пов'язане з назвою міста Біга, що розташоване поруч. У свою чергу, назва міста походить від грецького Πηγαί < πηγή «водяний потік». Також вона відома під місцевими назвами Чанчай (тур. Çan Çayı) і Кочабаш (тур. Kocabaş Çayı).

## Гідрологія
Кількість води в річці сильно змінюється в залежності від сезону. Гідрологічний режим з зимовим паводком, максимум у листопаді-грудні; межень влітку, в період з серпня по вересень.

## Історія
334 року до н. е. на річці Гранік відбулася битва між македонською армією Олександра Великого (30 тис. піхотинців, 5 тис. кінноти) і перським військом сатрапа Дарія III Мемноном Родоським (30-40 тис. піхоти й кінноти) — битва на річці Гранік. Це була перша перемога Олександра над перськими військами. У давнину річка мала сильну турбулентну течію, круті береги, різноманітні чорториї в своєму річищі.

## Астрономія
На честь річки названа 750-кілометрова долина на поверхні Марса — Granicus Valles, координати 29° пн. ш., 131° сх. д.